# 赫墨拉

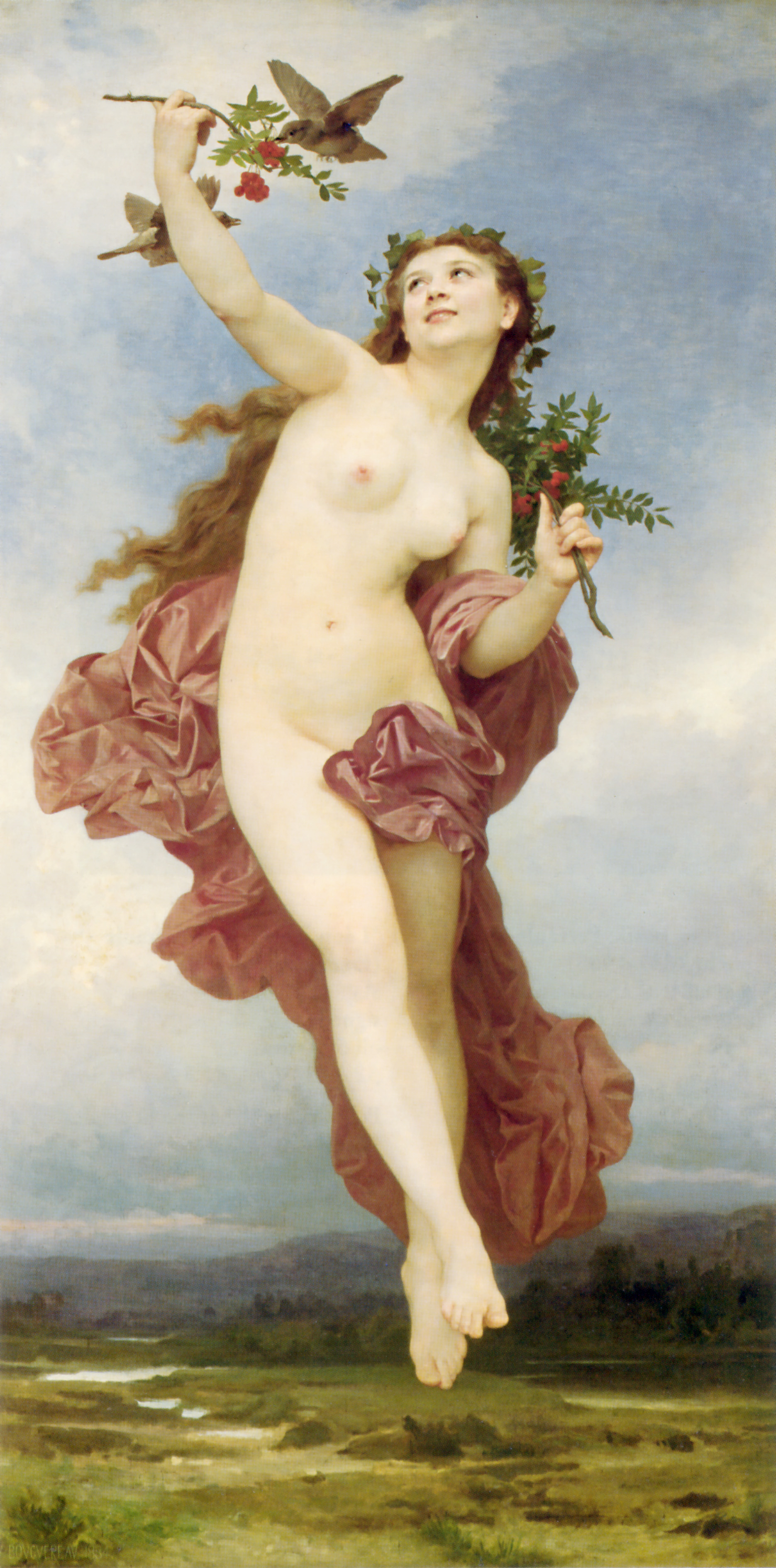
《女神赫墨拉》，作者：威廉·阿道夫·布格罗

赫墨拉（Ήμερη / ）是希腊神话中白昼的化身。她是厄瑞玻斯和倪克斯（黑夜）的女儿。赫西俄德的《神谱》的后半部分说她是后者的姊妹，她们两个轮流进出塔耳塔罗斯，形成了昼夜交替。
她和兄弟埃忒耳生下了塔拉萨（海洋）。